# Callerebia atuntseana
Callerebia atuntseana är en fjärilsart som beskrevs av Goltz 1939. Callerebia atuntseana ingår i släktet Callerebia och familjen praktfjärilar. Inga underarter finns listade i Catalogue of Life.